# Konrad III. von Malkos

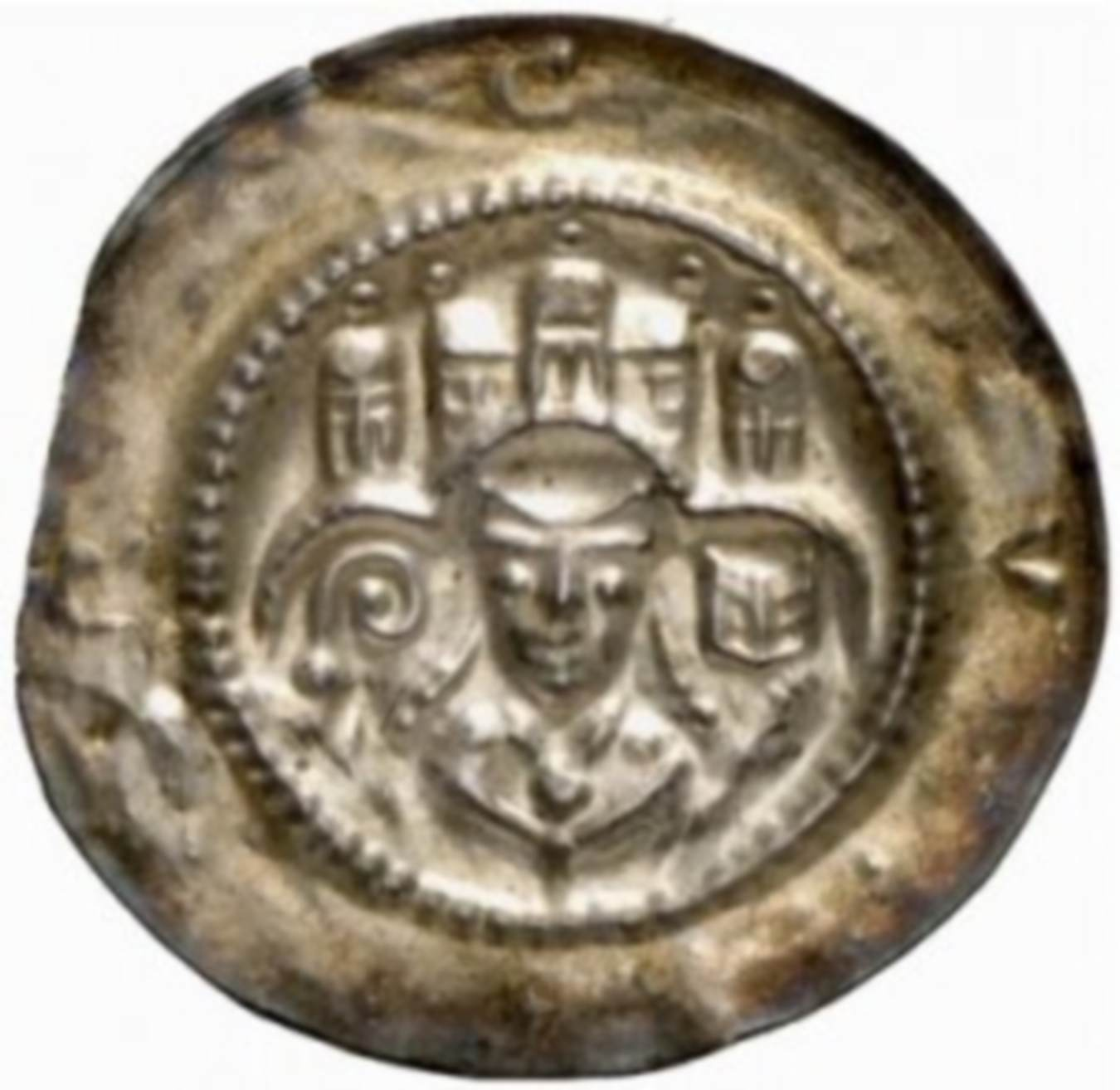
Porträt auf einer Münze aus seiner Abtszeit

Konrad III. von Malkos war 1221 bis 1249 der erste Fürstabt des Klosters Fulda.

## Leben
Ritter Konrad stammte aus Buchenland, der deutschen Bezeichnung für Buchonia, dem alten Gründungsgebiet der Abtei.
Konrad musste die Gebietsansprüche der Grafen von Ziegenhain abwehren. Trotz Friedensvertrag mit dem Fürstbischof von Würzburg, Hermann I. von Lobdeburg, kam es immer wieder zum Streit um den Klosterbesitz Hammelburg. Abt Konrad schlug ihn bei Fulda in die Flucht. Bischof Hermann griff noch einmal an, ein Ritter Konrad von Fulda eilte dem vom Pferd gestürzten Abt zu Hilfe, setzte sich an die Spitze der "Fuldischen" und rettete Stadt und Kirche von Fulda. Abt Konrad, von seinem Sturz genesen, verfolgte das bischöfliche Heer zurück und jagte es über die Grenze. Der Abt ließ anschließend Hammelburg befestigen und mit einer Mauer umschließen.
1247 entschloss er sich, sein Amt als Abt von Fulda niederzulegen, verlangte aber von Papst Innozenz IV., dass der Erzbischof von Mainz Siegfried III. von Eppstein als Koadjutor die Regierung übernehmen solle. Der Erzbischof handelte nicht im Sinne Konrads; er verteilte Güter der Kirche, verschleppte wertvolle Gegenstände, entnahm ein zerbrochenes goldenes Kreuz, reich mit kostbaren Edelsteinen besetzt, um es reparieren zu lassen, brachte es aber nicht mehr zurück.
Wann Konrad III. von Malkos starb, ist nicht bekannt. Sein Nachfolger wurde Heinrich IV. von Erthal.
Aus seiner Abtszeit sind noch drei Siegel erhalten. Er ließ auch Münzen prägen; eine Münze zeigt unter einem Dreipass Brustbild des Abts mit Mitra von vorne, den Krummstab mit der Krümme nach innen in der Rechten und ein geöffnetes Buch in der erhobenen Linken haltend, über dem Dreipass fünf Türme mit Kuppeln.